# レリン・フランコ
レリン・ダイアナ・フランコ・ステネーリ（Leryn Dahiana Franco Steneri 1982年3月1日 - ）は、パラグアイのアスンシオン出身のモデル、陸上競技選手。種目はやり投。陸上競技の傍ら、モデルとしての活動も行っている。自己ベストは2012年にベネズエラのバルキシメトで作った57m77。

## 陸上経歴
ウルグアイ人の両親の間に生まれた。16歳の時にやり投と三段跳で国内新記録を作った。1999年、2000年と南米ジュニア陸上選手権で銅メダルを獲得、2001年には南米ジュニア陸上選手権で優勝した。2004年には南米U-23陸上選手権で優勝している。
世界レベルの大会では、2003年世界陸上競技選手権大会で24位、2004年のアテネオリンピックでは45人中42位となった。
2007年パンアメリカン競技大会では12人中最下位だったものの自己ベストを記録した。2008年の北京オリンピックにも出場したが45m34cmで予選落ちした。

## モデル経歴
陸上競技選手としてだけでなく、モデル活動もしており、2006年のミス・パラグアイコンテストでは准グランプリに選ばれた。ミス・ビキニ・ユニバース・ページェントへの参加や、2007年にはカレンダーを出した。
2009年12月14日にはBleacher Reportで2000年代の美人アスリートの第6位に選ばれている。2010年8月23日のBleacher Reportでは美人アスリートの第1位に選ばれた。